# Dejan Ljubičić
Dejan Ljubičić (Viena, 8 de octubre de 1997) es un futbolista austriaco que juega en la demarcación de centrocampista para el Dinamo Zagreb de la Primera Liga de Croacia.

## Selección nacional
Tras jugar con la selección de fútbol sub-17 de Austria, la sub-18, la sub-19 y la sub-21, finalmente debutó con la selección absoluta el 9 de octubre de 2021. Lo hizo en un partido de clasificación para la Copa Mundial de Fútbol de 2022 contra Islas Feroe que finalizó con un resultado de 0-2 a favor del combinado austriaco tras los goles de Konrad Laimer y Marcel Sabitzer.

## Clubes
| Club                        | País     | Año       | Partidos | Goles |
| --------------------------- | -------- | --------- | -------- | ----- |
| SK Rapid Viena II           | Austria  | 2015-2017 | 45       | 3     |
| SC Wiener Neustadt (cedido) | Austria  | 2017      | 7        | 0     |
| SK Rapid Viena              | Austria  | 2017-2021 | 131      | 8     |
| 1. F. C. Colonia            | Alemania | 2021-2025 | 122      | 16    |
| Dinamo Zagreb               | Croacia  | 2025-     |          |       |